# Edward Herbert Thompson

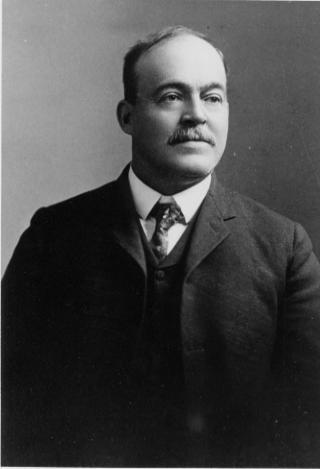
Edward Herbert Thompson

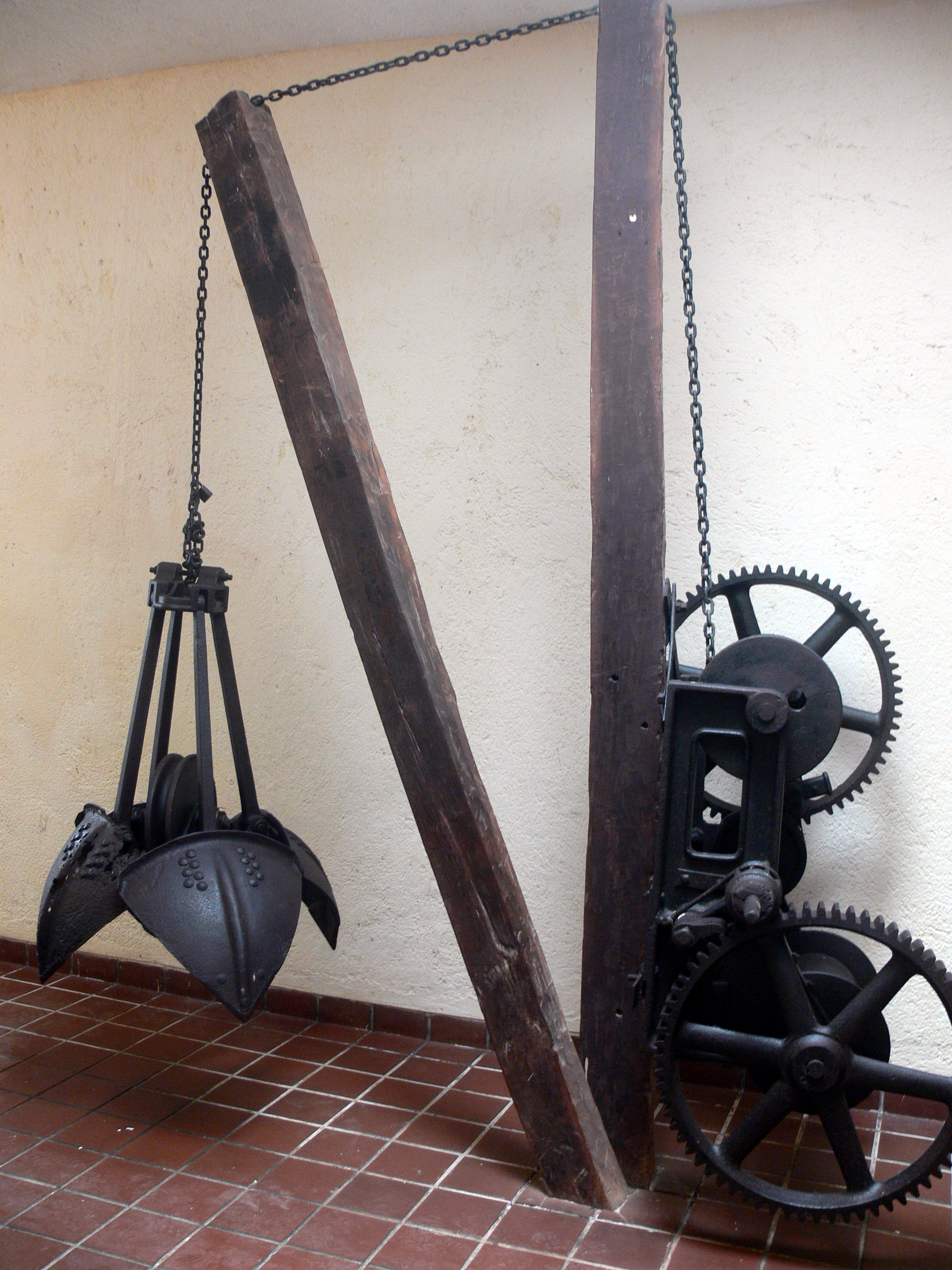
Cenote-Bagger Thompsons

Edward Herbert Thompson (* 28. September 1857 in Worcester, Massachusetts; † 11. Mai 1935 in Plainfield, New Jersey) war ein US-amerikanischer Diplomat und Archäologe auf der Halbinsel Yucatán in Mexiko. Er wurde bekannt als einer der Pioniere der Maya-Forschung.

## Leben
Edward Herbert Thompsons Vater war Bauunternehmer; seine Mutter war Hausfrau. Fasziniert von den Reisen, Entdeckungen, Berichten und Zeichnungen von John Lloyd Stephens und Frederick Catherwood veröffentlichte Thompson im Jahr 1879 einen Artikel im Magazin Popular Science, in welchem er die mesoamerikanischen Kulturen mit dem untergegangenen Atlantis in Verbindung brachte. Dieser Artikel erregte die Aufmerksamkeit des Eisenbahnmagnaten Stephen Salisbury III., der ihn im Verlauf eines Abendessens im Frühjahr 1885 bewog, seine Hypothesen vor Ort zu überprüfen. Der ebenfalls anwesende US-Senator George Frisbie Hoar machte seinen Einfluss geltend und verschaffte Thompson die Position eines Konsuls in Yucatán.
Noch im selben Jahr kam Thompson zusammen mit seiner Frau Henrietta, einer Kapitänstochter, und ihrer gerade erst geborenen Tochter Alice in Mérida an. Schnell erlernte er Spanisch und den yucatekischen Maya-Dialekt. Als erstes untersuchte er die Ruinenstadt Labná, doch entdeckte er auch weitere archäologische Stätten in der Puuc-Region. Von einigen Skulpturen und Ornamenten ließ er Abgüsse fertigen, die im Jahr 1893 auf der World’s Columbian Exposition in Chicago gezeigt wurden.
Ein Aufenthalt in Chichén Itzá veranlasste ihn, eine nahegelegene verlassene Hacienda mitsamt den Ruinen der Maya-Stadt für 500 Dollar zu erwerben. In den Jahren 1904–1911 untersuchte er mit Hilfe eines Baggers und einer Taucher-Ausrüstung den Cenote Sagrado, in welchem er zahlreiche Artefakte aus Gold, Jade und Keramik, aber auch Knochen- und sogar Stoffreste fand. Einen Großteil seiner Funde erwarb das Peabody Museum of Archaeology and Ethnology der Harvard-Universität. Die mexikanische Regierung beschlagnahmte daraufhin im Jahr 1926 die Güter Thompsons und strengte vor dem Obersten Gerichtshof des Landes einen Prozess an, den sie jedoch im Jahr 1944 verlor. Erst in den Jahren nach 1970 wurde etwa die Hälfte der Fundstücke an Mexiko zurückgegeben.

## Schriften
- Ruins of Xkichmook, Yucatan. Field Columbian University, Chicago 1898
- People of the Serpent. Houghton Mifflin Company, Boston (Mass.) 1932

## Familie
Thompson und seine Ehefrau Henrietta hatten acht Kinder, von denen alle, bis auf die älteste Tochter, vor dem Jahr 1900 in Mérida geboren wurden.